# ECN-K002
ECN-K002（イーシーエヌ けー ぜろぜろに）は、京セラが開発した、ECナビケータイのCDMA 1X WIN対応携帯電話である。製造型番はKY002（けーわい ぜろぜろに）。

## 概要
ECN-SH001、ECN-SH002と共に、ECナビケータイ開業と同時の初号機としてリリースされた。

## 沿革
- 2009年8月3日 - 発売。